# Bahnhof Brandenburg Krakauer Tor

Der Bahnhof Brandenburg Krakauer Tor (ursprünglich Bahnhof Dom Brandenburg) als ehemaliger Endbahnhof der Westhavelländischen Kreisbahnen liegt in der Krakauer Vorstadt der Stadt Brandenburg an der Havel. Von ihm fuhren die Züge auf der eingleisigen, heute stillgelegten und zurückgebauten Bahnstrecke von Brandenburg nach Nauen. Der Bahnhof mit dem alten Empfangsgebäude und einem Güterschuppen steht heute unter Denkmalschutz.

## Geschichte
Um eine Bahnverbindung von Nauen nach Brandenburg zu verwirklichen und die Orte entlang der Strecke vor allem für den Güterverkehr anzubinden, wurde am 5. Juli 1901 die Bahnstrecke von Röthehof zum Bahnhof der selbstständigen Gemeinde Dom Brandenburg eröffnet. In Röthehof bestand Anschluss zur Strecke der Osthavelländischen Kreisbahnen in Richtung Nauen. Da aus topographischen Gründen eine Weiterführung in die Stadt Brandenburg an der Havel nicht möglich war, bauten die Westhavelländischen Kreisbahnen im Jahr 1904 eine Zweigstrecke von Roskow in die Stadt Brandenburg zur Brandenburgischen Städtebahn. Für den Bahnhof Dom Brandenburg ist bereits aus dem Jahr 1905 der Name Brandenburg Krakauer Tor belegt.
Bis 1946 blieb die Bahngesellschaft privat, wurde dann aber von der Sowjetischen Militärverwaltung enteignet und schließlich der Deutschen Reichsbahn angegliedert. Aufgrund der stark zurückgehenden Nachfrage wurde der Personenzugverkehr auf der Strecke zum Krakauer Tor am 4. Oktober 1959 und in der Folge auch der Güterzugverkehr eingestellt. Es folgte der Rückbau der Gleisanlagen. Das Bahnhofsgebäude wird heute als privates Wohnhaus genutzt.

## Bauwerk

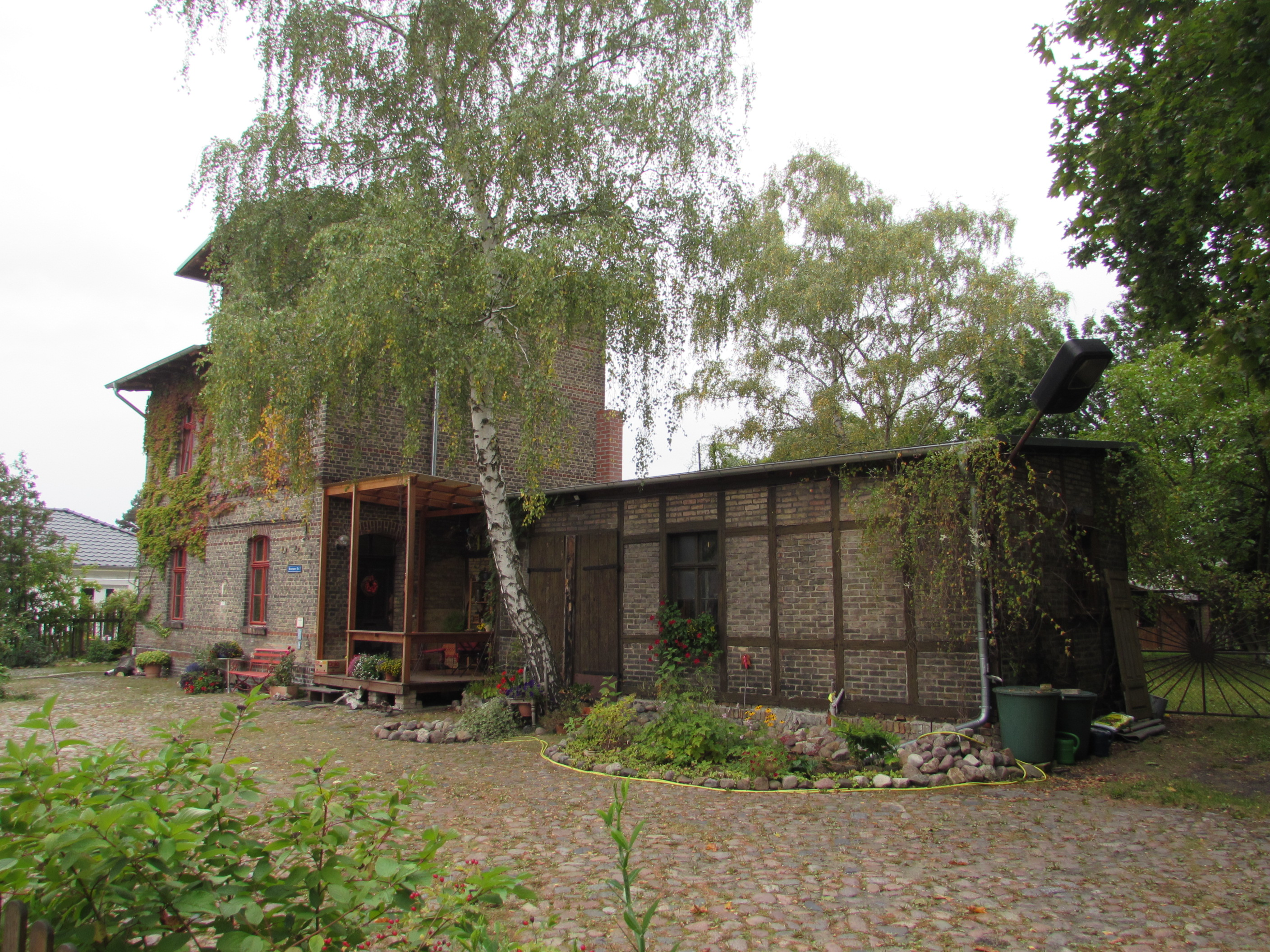
Der Güterschuppen

Das alte Empfangsgebäude lag südöstlich der ehemaligen Gleisanlagen. Es ist einschließlich des Güterschuppens dreiteilig und wurde aus gelben Klinkern gemauert. Der mittlere Gebäudeteil ist drei, der westliche Gebäudeteil zwei- und der östlich angebaute ehemalige Güterschuppen einstöckig. Der mittlere Gebäudeteil springt zu allen Seiten gegenüber dem westlichen hervor. Die Fenster nach Süden und Norden sind jeweils flach segmentbogig gestaltet. Die Fenster des oberen Stockwerks im Mittelbau sind schmal, die übrigen Fenster breit gestaltet. Als farbliche Abhebung wurden einzelne Lagen Ziegel, ein schlichtes, profiliertes Gesims zwischen dem unteren und mittleren Stock, dieses Gesims tragende Konsolensteine und die Bogenlinien der Fenster statt mit den sonst verwendeten gelben, mit roten gemauert. Der Zugang zu den Gleisen befand sich in der östlichen Wand des mittleren Gebäudeteils unter einem Vordach des Güterschuppens. Dieser Güterschuppen wurde als Fachwerk gezimmert und zwischen den Holzbalken ebenfalls mit gelben Klinkern vermauert. Er hat ein flaches Pultdach. Die Dächer der beiden anderen Gebäudeteile sind flache Satteldächer, wobei die Giebel des mittleren nach Norden und Süden und die des westlichen nach Westen und Osten ausgerichtet sind. Kehlbalken und senkrechte geschnitzte Balken dienen dem Schmuck.
Vor dem Empfangsgebäude lag nur ein Gleis, so dass die Züge nach Aussteigen der Fahrgäste zum Umsetzen der Lokomotive in die östlich anschließenden Gleise zurückgedrückt werden mussten.